# Paulianometallyra jacksoni
Paulianometallyra jacksoni là một loài bọ cánh cứng trong họ Cerambycidae.